# Día Internacional del reconocimiento del Covid persistente
El Día Internacional del reconocimiento del Covid persistente se conmemora anualmente el 15 de marzo buscando visibilizar y mostrar el apoyo a todas las personas afectadas por el Covid persistente. Se conmemora desde el 2023 y fue una iniciativa de la comunidad de pacientes que afrontan esta enfermedad. El Covid persistente es una enfermedad incapacitante con una lista compleja de más de 200 síntomas posibles.
Los síntomas más comunes del COVID prolongado son el cansancio extremo (fatiga), sensación de falta de aire, pérdida del olfato o del gusto y dolores musculares. Sin embargo, hay muchos síntomas que se pueden tener después de una infección por COVID-19, que incluyen: problemas con la memoria y la concentración ('niebla mental'), dolor u opresión en el pecho, una temperatura elevada, sentirse enfermo, tos, dolores de cabeza y dolor de garganta.